# Tseung Kwan O Tunnel
Tseung Kwan O Tunnel (chinesisch 將軍澳隧道 Yale: jeung1 gwan1 ou3 seui6 dou6, Pinyin: jiāngjūnào suìdào) ist ein Straßentunnel bei Ma Yau Tong in Hongkong. Er wurde am 9. November 1990 eröffnet.

## Geographie

Sai Kung District

Der Tunnel ist Teil der Route 7 und verbindet Sau Mau Ping, Kwun Tong, Kowloon und Tseung Kwan O New Town, Sai Kung District, New Territories. Er hat eine Länge von 900 m und durchsticht den Höhenzug, der von Da Shang Tuo (大上托) zum Black Hill (五桂山, 304 m), beziehungsweise Mau Wu Shan (茅湖山, 233 m) im Süden ansteigt. Er verläuft auf einer Meereshöhe von ca. 100 m und verläuft unter dem Pass von Ma Yau Tong (馬游塘), welcher etwa 50 m höher liegt. Der Tunnel wird täglich von mehr als 80.0000 Fahrzeugen genutzt (2011).

## Verwaltung
Der Tunnel wird als Mautstrecke genutzt. Die Maut beträgt 3 HK$.
Auf der Kowloon-Seite der Tseung Kwan O Road befindet sich eine Mautstation (toll plaza), genauso wie an der Tseung Kwan O Tunnel Road auf der Tseung Kwan O-Seite.
Der westliche Einlass und die Ausfahrt liegen bereits im Sai Kung District, auch wenn die Mautstation noch teilweise auf dem Gelände von Kowloon liegt.
Der Tseung Kwan O Tunnel wird derzeit von der Greater Lucky (H.K.) Company Limited betreut.